# 황강호
황강호(1992년 4월 11일 ~ )는 대한민국의 스타크래프트 II 프로게이머이다. Losira라는 아이디를 사용하며 종족은 저그이다.

## 개요

#### 스타크래프트
2008년 엘리트 학생복 스쿨리그 결승전에서 팀이 3:2로 패하며 준우승을 하였다. 그 후 2009년 상반기 드래프트에서 화승 OZ의 지명으로 입단하였다. 스타크래프트에서는 테란으로 활동하였고, 이때의 아이디는 스타크래프트 II에서 쓰는 아이디와는 다른 'Start' 등의 아이디를 사용하였다. 2010년 스타크래프트 II로 전향하게 된다.

#### 스타크래프트 II
2010년 IM 팀에 합류하여 현재까지도 스타크래프트 II 프로게이머로 활동 중이다. 그는 2011년 2세대 인텔 코어 글로벌 스타크래프트 II 리그 March CODE A에서 총 12승 4패를 하였고, 결승에서는 김영진 선수를 4:3으로 꺾으며 우승을 하였다. 그 후 GSL Mar.승격강등전에서 CODE S의 서명덕 선수를 2:0으로 이기면서 CODE S로 승격하게 된다. 또한 GSTL 8강 1일차에서 올킬로 ZENEX 클랜을 완파하면서. 팀 내에서도 저그로서의 입지를 다져가고 있다. 또한 처음 진출한 CODE S LG 시네마 3D 글로벌 스타크래프트 II 리그 May에서 8강에 들면서 스타크래프2의 루키로써의 역할을 하고 있다. 하지만 8강에서 김승철은 만나서 3:0으로 패배하게 된다.
이후 펩시콜라 글로벌 스타크래프트 II 리그 July에서 결승전까지 올라가는 모습을 보여주었고 이후 MLG에서도 준우승을 기록하는 등, 좋은 성적을 기록했다.
이후 GSL과 MLG에서 상위라운드에 올라가지 못하는 등 부진에 빠지게 된다. 특히 2012 핫식스 글로벌 스타크래프트 II 리그 시즌 1 Code A 48강에서 탈락, 예선으로 떨어지게 되었다. 이후2012 핫식스 글로벌 스타크래프트 II 리그 시즌 5 Code A에서 32강까지 올라간 황강호는 2013 핫식스 글로벌 스타크래프트 II 리그 시즌 1 Code S 진출에 성공했다. 또한 2013 WCS 코리아 시즌 1 망고식스 글로벌 스타크래프트 II 리그 Code S에서는 8강까지 진출하며 부활의 신호탄을 쏘아올렸다.
2013년 12월 13일 LG-IM에서 탈퇴했다.
2014년 7월 31일부로 MVP에 입단하였다.
2015년 12월 2일 KT 롤스터 이적을 공식 발표했다.
2016년 10월 KT 롤스터의 스타크래프트 II 종목 팀 해체로 무소속 신분이 되었다.
2019년 2월 7일 코드 S 10회 연속 진출을 확정지으며 10회 연속 진출 기념상인 '임재덕 상'을 수상하는 쾌거를 이루었으며 제10대 임재덕 상 수상자가 되었다

## 수상 경력
스타크래프트 ll : 프리미어 개인리그 준우승 2회
- 2008 엘리트 학생복 스쿨리그 준우승 (동아공고)
- 2010 TG-삼보 인텔 스타크래프트 II 오픈 시즌1 64강
- 2011 글로벌 스타크래프트 II 팀 리그 February 우승
- 2011 2세대 인텔 코어 글로벌 스타크래프트 II 리그 March CODE A 우승
- 2011 글로벌 스타크래프트 II 팀 리그 March 준우승
- 2011 LG 시네마 3D 글로벌 스타크래프트 II 리그 May 8강
- 2011 펩시콜라 글로벌 스타크래프트 II 리그 July Code S 준우승 (0:4 임재덕)
- 2011 MLG 콜롬버스 준우승
- 2011 PEPSI 글로벌 스타크래프트 II 리그 Aug. Code S 32강
- 2011 소니 에릭슨 글로벌 스타크래프트 II 리그 Oct. Code S 16강
- 2011 소니 에릭슨 글로벌 스타크래프트 II 리그 Nov. Code S 32강
- 2011 MLG Providence 21위
- 2012 HOT6 GSL Season 1 승강전/코드 A 48강
- 2012 MLG Winter Arena 25-32nd
- 2012 MLG Spring Arena 2 17-24th
- 2012 무슈제이 GSL Season 3 코드 A 48강
- 2012 MLG Summer Arena 5-6th
- 2012 MLG Summer Championship 13-16th
- 2012 IPL Team Arena Challenge Season 3 우승
- 2012 HOT6 GSL Season 5 코드 A 32강
- 2013 HOT6 GSL Season 1 승강전/코드 S 16강/코드 A 24강
- 2013 WCS 코리아 시즌 1 망고식스 글로벌 스타크래프트II 리그 Code S 5위 (2013 WCS 시즌 1 파이널 진출)
- 2013 WCS Season1 TG삼보-Intel Finals 9th~12th
- 2013 벤큐 글로벌 스타크래프트 II 팀 리그 시즌 1 우승
- 2013 WCS 코리아 시즌 2 옥션 올킬 스타리그 16강
- 2013 WCS 코리아 시즌 2 챌린저리그 24강
- 2013 WCS 코리아 시즌 3 조군샵 글로벌 스타크래프트 II 리그 16강
- 2013 WCS 코리아 시즌 3 챌린저리그 24강
- 2014 WCS 코리아 시즌 1 핫식스 글로벌 스타크래프트 II 리그 Code A 48강
- 2015 Fragbite Masters 2014 Spring 3위
- 2015 HomeStory Cup X 4강
- 2015 32 Boys 1 Cup 3위
- 2015 스타크래프트 II 스타리그 2015 시즌 2 챌린지 24강
- 2015 GiGA 인터넷 2015 KeSPA컵 시즌1 16강
- 2015 IEM Season X - Shenzhen 8강
- 2015 ASUS ROG Summer 2015 우승 (4:2 PtitDrogo)
- 2015 핫식스 글로벌 스타크래프트 II 리그 시즌 3 코드 S 32강
- 2016 핫식스 글로벌 스타크래프트 II 리그 프리시즌 2주차 8강
- 2016 핫식스 글로벌 스타크래프트 II 리그 시즌 1 코드 S 8강
- 2016 스타크래프트 II 스타리그 2016 시즌 2 챌린지 24강
- 2016 IEM Season XI - Gyeonggi 16강
- 2016 핫식스 글로벌 스타크래프트 II 리그 시즌 2 코드 S 32강
- 2017 핫식스 글로벌 스타크래프트 II 리그 시즌 1 코드 S 32강
- 2017 SSL Challenge 2017 Season 1 퍼스트 스테이지 A조 4위
- 2017 핫식스 글로벌 스타크래프트 II 리그 시즌 2 코드 S 16강
- 2017 핫식스 글로벌 스타크래프트 II 리그 시즌 3 코드 S 32강
- 2018 글로벌 스타크래프트 II 리그 시즌 1 코드 S 32강
- 2018 글로벌 스타크래프트 II 리그 시즌 2 코드 S 32강
- 2018 글로벌 스타크래프트 II 리그 시즌 3 코드 S 32강
- 2019 마운틴듀 글로벌 스타크래프트 II 리그 시즌 1 코드 S 32강
- 2019 GSL Code S 10회 연속 진출 기념상('임재덕 상')

## 종족 별 승률
2011년 5월 4일 기준
- vs테란: 10승 9패 52.6%
- vs프로토스: 9승 3패 75%

## 비고
GSL 승률 순위(2011년 3월 19일 기준, 최소 20경기 이상)에서 14승 6패로 70%의 높은 승률로 승률랭킹 4위로 기록되었다.